# North Bend (Nebraska)
North Bend és una població dels Estats Units a l'estat de Nebraska. Segons el cens del 2000 tenia 1.213 habitants.

## Demografia
Segons el cens del 2000, North Bend tenia 1.213 habitants, 468 habitatges, i 322 famílies. La densitat de població era de 616,2 habitants per km².
Dels 468 habitatges en un 35,7% hi vivien nens de menys de 18 anys, en un 57,1% hi vivien parelles casades, en un 9,4% dones solteres, i en un 31% no eren unitats familiars. En el 28,4% dels habitatges hi vivien persones soles el 19,7% de les quals corresponia a persones de 65 anys o més que vivien soles. El nombre mitjà de persones vivint en cada habitatge era de 2,48 i el nombre mitjà de persones que vivien en cada família era de 3,04.
Per edats la població es repartia de la següent manera: un 27% tenia menys de 18 anys, un 6,4% entre 18 i 24, un 23,7% entre 25 i 44, un 21,4% de 45 a 60 i un 21,4% 65 anys o més.
L'edat mediana era de 40 anys. Per cada 100 dones de 18 o més anys hi havia 80,6 homes.
La renda mediana per habitatge era de 38.879 $ i la renda mediana per família de 43.984 $. Els homes tenien una renda mediana de 31.324 $ mentre que les dones 18.352 $. La renda per capita de la població era de 15.897 $. Aproximadament el 3,3% de les famílies i el 5,1% de la població estaven per davall del llindar de pobresa.

## Poblacions més properes
El següent diagrama mostra les poblacions més properes.